# Движение курсантов Канады

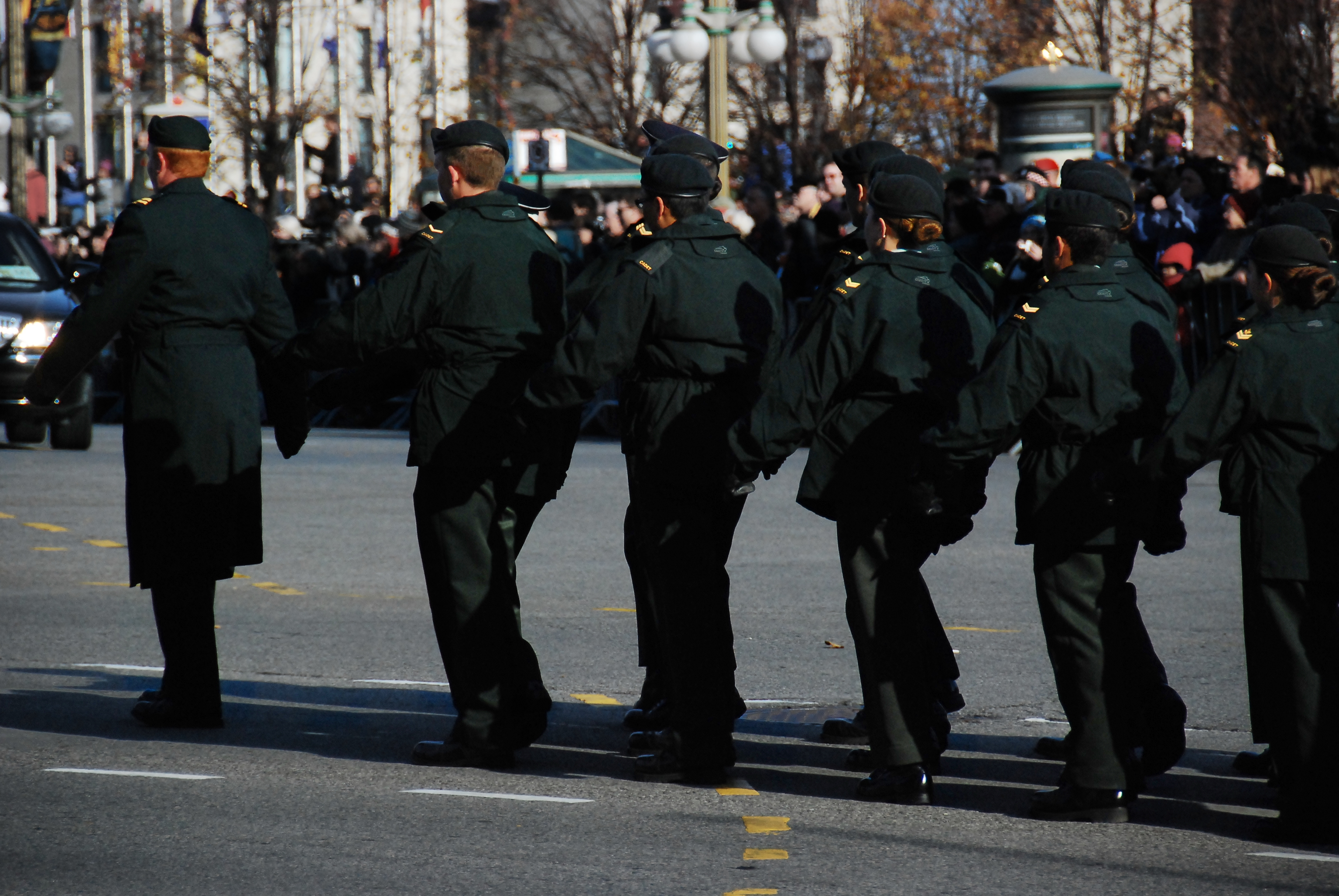
Королевские курсанты канадской армии

Движе́ние курса́нтов Кана́ды (ДКК, англ. Canadian Cadet Organizations, фр. Mouvement des cadets du Canada) — крупнейшая молодёжная инициатива, поддерживаемая правительством Канады через Министерство национальной обороны. Более чем 50 000 юношей от океана до океана находятся под руководством около 5000 офицеров Административной и просветительской службы для организаций курсантов (АПСОК). Движение курсантов Канады предлагает развивающие мероприятия для всех канадских юношей в возрасте от 12 до 19 лет и является полувоенной организацией. Юноша, заинтересованный Движением, может записаться на одну из 3 существующих специальностей: курсанты Авиации, курсанты военно-морского флота или курсанты Армии. Для северных областей федеральное правительство предлагает молодёжные мероприятия через Молодёжных рейнджеров.
Хотя Движение включено в структуру Министерства национальной обороны, ДКК не ставит себе целью набор на военную службу или вербовку для армии. Истоки Движения курсантов Канады совсем другие; курсанты Авиации были организованы в 1941 для подготовки молодых пилотов, их дальнейшей вербовки в 16-летнем возрасте и скорейшей отправки в действующую армию. Однако Движение было модернизировано и развивалось в соответствии с канадскими нравами и ценностями, но не забывая своего прошлого.
Теперь целью Курсантов является создание полноценных граждан, продвижение хорошей физической формы и поддержание интереса юношей к своей специальности (Авиация, Военно-морской флот, Армия). В бесплатных летних лагерях проводятся занятия по лидерству, просвещению, выживанию, физкультуре, музыке, пилотажу, плаванию под парусом и другим темам.